# ペントリ族
ペントリ族（羅：Pentri、希：Πέντροι）とはイタリア半島のサムニウム地方の一部族で、サムニウム人部族の中で最も勢力のあった部族であった。ボウィアヌム（現ボヤーノ）を本拠とし、サムニウム地方の中心部の山岳地帯をおさえていたために、ラティウム地方に進出する事もしばしばあり、王政ローマ、共和政ローマともしばしば戦った。
どこまでが彼らの領土であったかは現在では把握しがたく、ゆるやかな連合体であったサムニウム人の間でペントリ人の部族の定義も曖昧で厳密に断定できる事も少ない。
しかしながらサムニウム戦争においてペントリ人は常にローマに抵抗する勢力の中心的な役割を担い、その名は記録に残されてきた。例外は第2次ポエニ戦争の時で、ローマがカンナエの戦いで徹底的な敗北を喫した時に他のサムニウム人部族がローマを見限り勝者ハンニバルに近づこうと策しているのに対してペントリ人はそのように動く事はなかったと言う。この記録がペントリ人に関する最後の記録であり、イタリアの諸部族がローマ人として併合されていく中で、ペントリ人の名はこれ以降歴史から消えた。